# Літографія

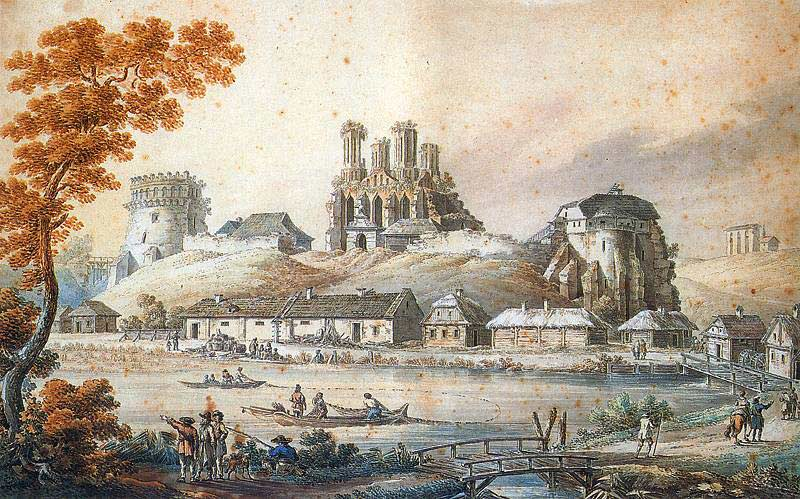
Острозький замок, літографія за малюнком Зиґмунта Фогеля

Літогра́фія (від грец. λίθος — камінь та грец. γράφω — пишу) — вид графічного мистецтва, техніка створення тиражованих зображень, коли фарба під тиском переноситься з плоскої друкарської форми на папір. При застосуванні літографії на кам'яній або металевій пластині створюється малюнок літографським олівцем або літографською тушшю. Жирні місця (малюнок на камені) не змочуються кислотою при обробці матриці і стають узвишшями майбутньої друкарської форми.

## Винахідник літографії

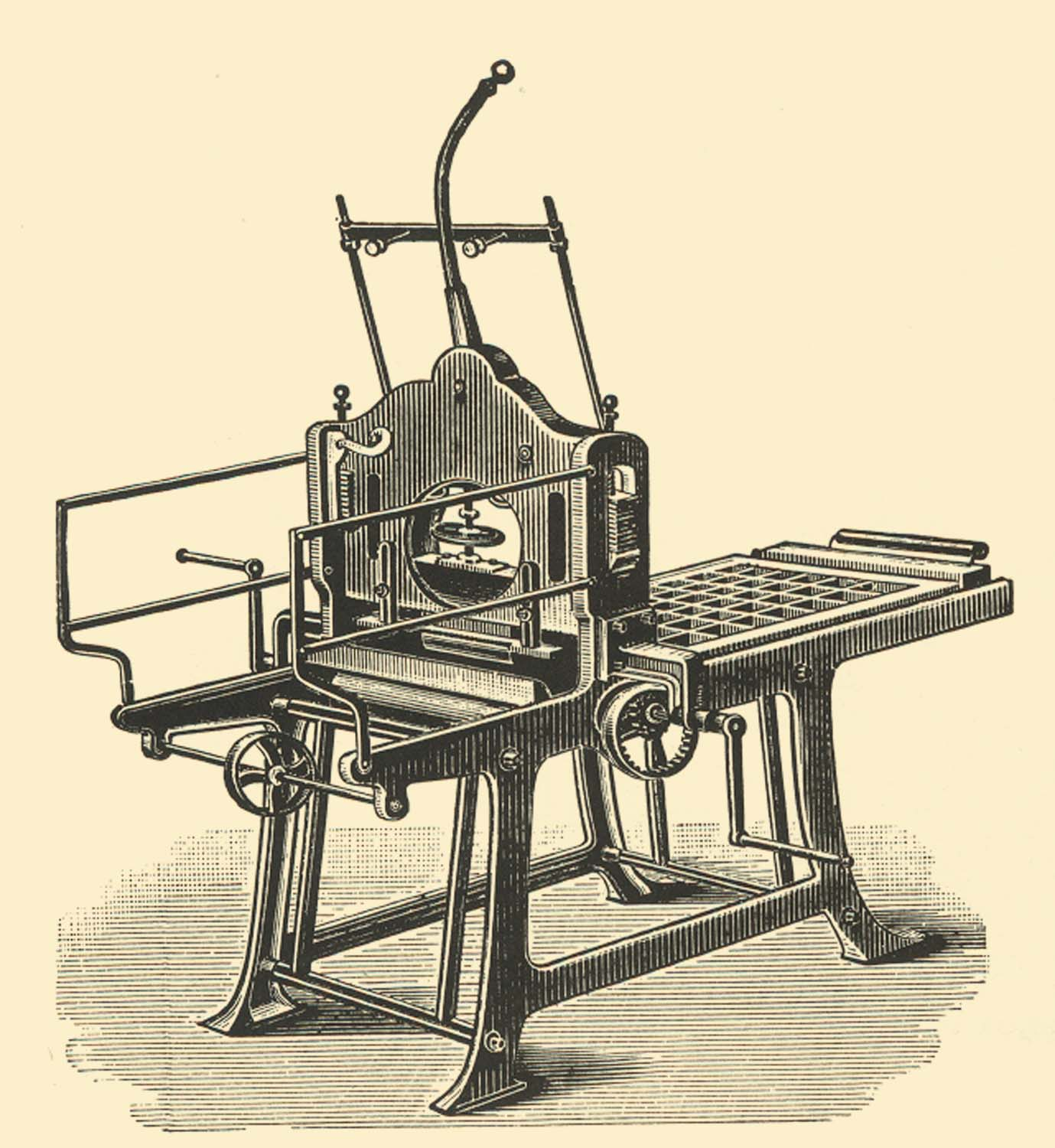
Літографський верстат 1839 року

Літографію винайшов у 1796 році баварець Алоїс Зенефельдер. Він же відкрив першу літографську майстерню у Мюнхені. Дешевша техніка літографії (у порівнянні з офортом) давала також перевагу в створенні більшого накладу. Це сприяло її широкому застосуванню в друкарнях. Зенефельдер також видав перший підручник для літографів.
Літографію використовують для друку текстів або зображень на папері або іншому матеріалі. В наш час здебільшого використовують офсетна літографія.

## Необхідні прилади і матеріали
- Літографський верстат
- Літографський камінь (зазвичай вапняк, зараз переважно використовують металеві платівки)
- Літографський олівець або літографська туш

## Літографія на службі у мистецтва
Класичну техніку літографії використовувала низка відомих митців 19—20 ст.:
- Франсіско Гойя
- Ежен Делакруа
- Теодор Жеріко
- Адольф фон Менцель
- Оноре Дом'є
- Едуар Мане (1832—1883)
- Анрі де Тулуз-Лотрек (1864—1901)
- П'єр-Огюст Ренуар

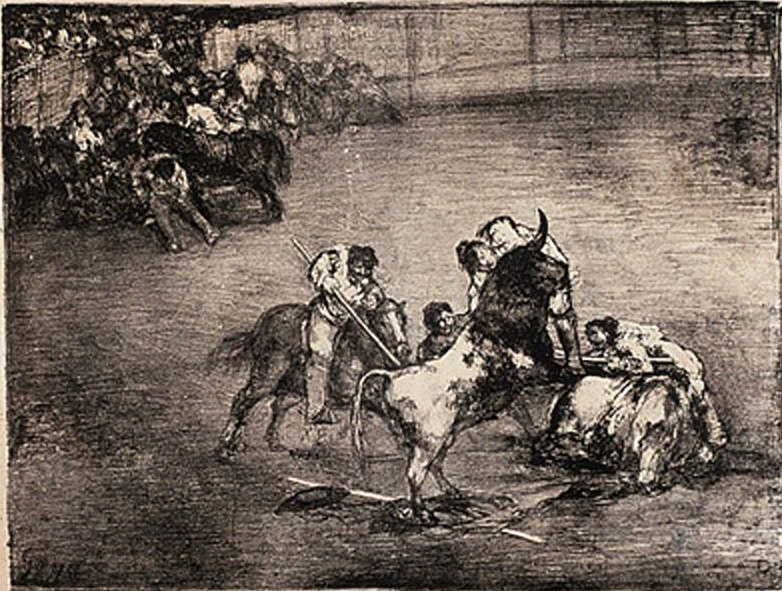
Франсіско Гойя, літографія «Браво, торо !»

- Теофіль-Александр Стейнлен (1859—1923)
- Карл Вернер (1808—1894)
- Альфонс Муха (1860—1939)
- Альбер Марке (1875—1947)
- Анрі Матісс
- Рєпін Ілля Юхимович
- Сєров Валентин Олександрович
- Сальвадор Далі
- Верейський Георгій Семенович
- Бродський Савва Григорович (1923—1982)
- Юнґ Володимир Григорович (1889—1942)
- Плещинський Іларіон Миколайович (1892—1961)

Належне віддав літографській техніці й Моріц Корнеліус Ешер (або Есхер), знакова фігура для мистецтва гравюри 20 століття.
В Україні літографію успішно практикували Микола Мурашко, Василь Касіян, Михайло Жук.
Серед сучасних митців слід відмітити Надію Лопухову, Володимира Чаришнікова, Лідію Треммері, Адама Крвавича.

## Інше значення
Термін «літографія» вживають також для позначення процесу фотолітографії — методу виробництва інтегральних мікросхем та іншої мікроелектроніки, хоча цей процес більше схожий на травлення, ніж на літографію. Літографія рентгенівська (англ. X-ray  lithography) — метод мікроелектронної технології, який полягає у формуванні з субмікронним розділенням захисної маски заданого профілю на поверхні підкладини; здійснюється за допомогою рентгенівського випромінювання з довжиною хвилі 0,4—5 нм; один із методів мікролітографії.

## Галерея

«План міста Одеси» в 1919 році

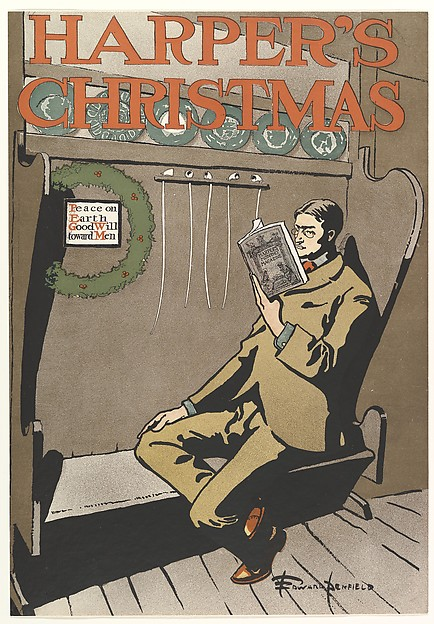
Едвард Пенфілд (1866—1925). Різдвяний журнал Харперс. кольорова літографія, Музей мистецтва Метрополітен, 1897 р.

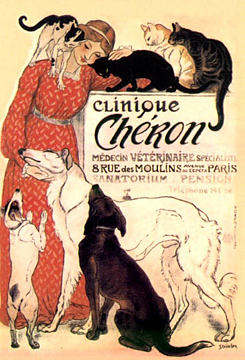
Худ. Теофіль Стейнлен. Реклама ветеринарної клініки, 1905 р., кольорова літографія

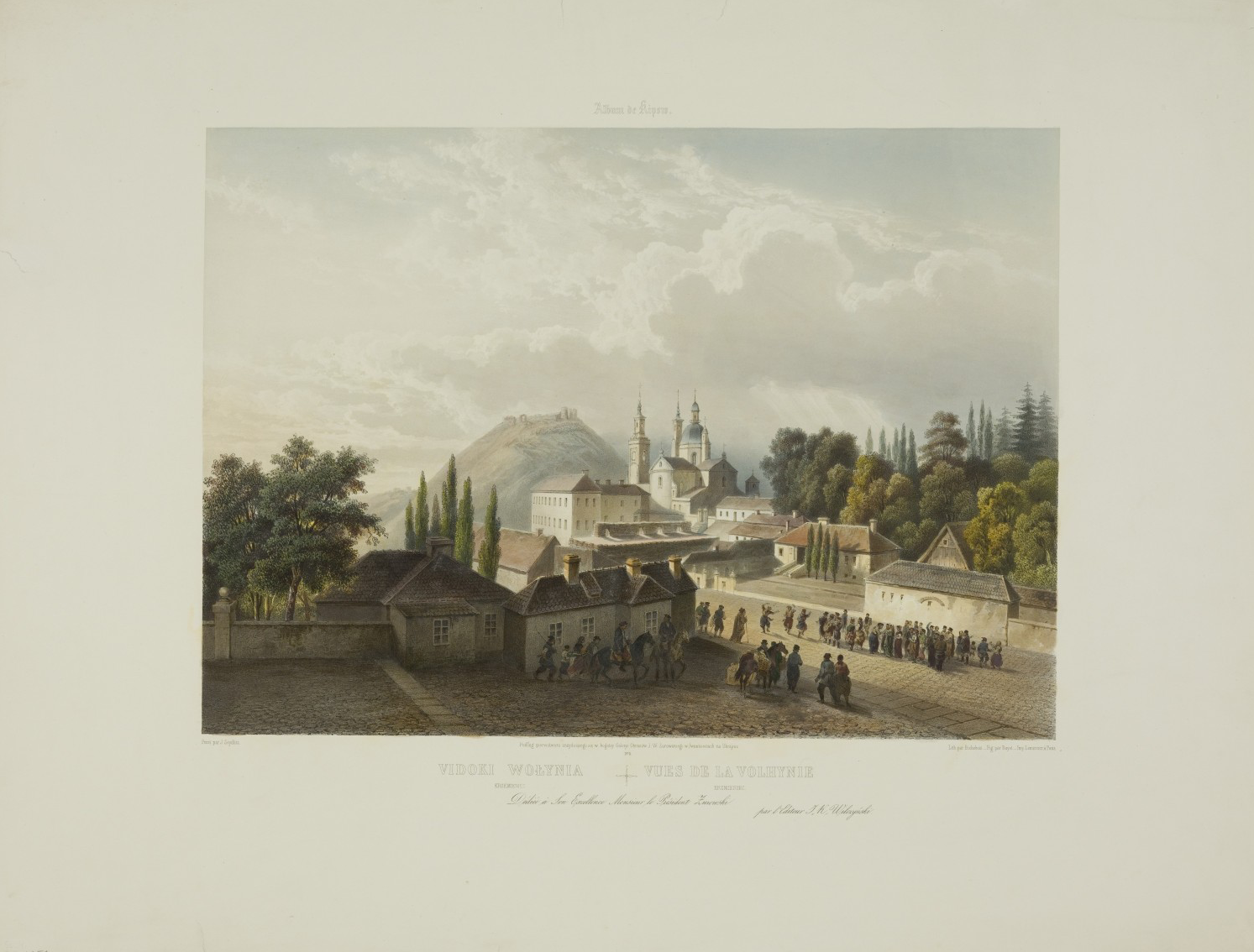
Вид міста Кременець, літографія 2-ї половини XIX ст.
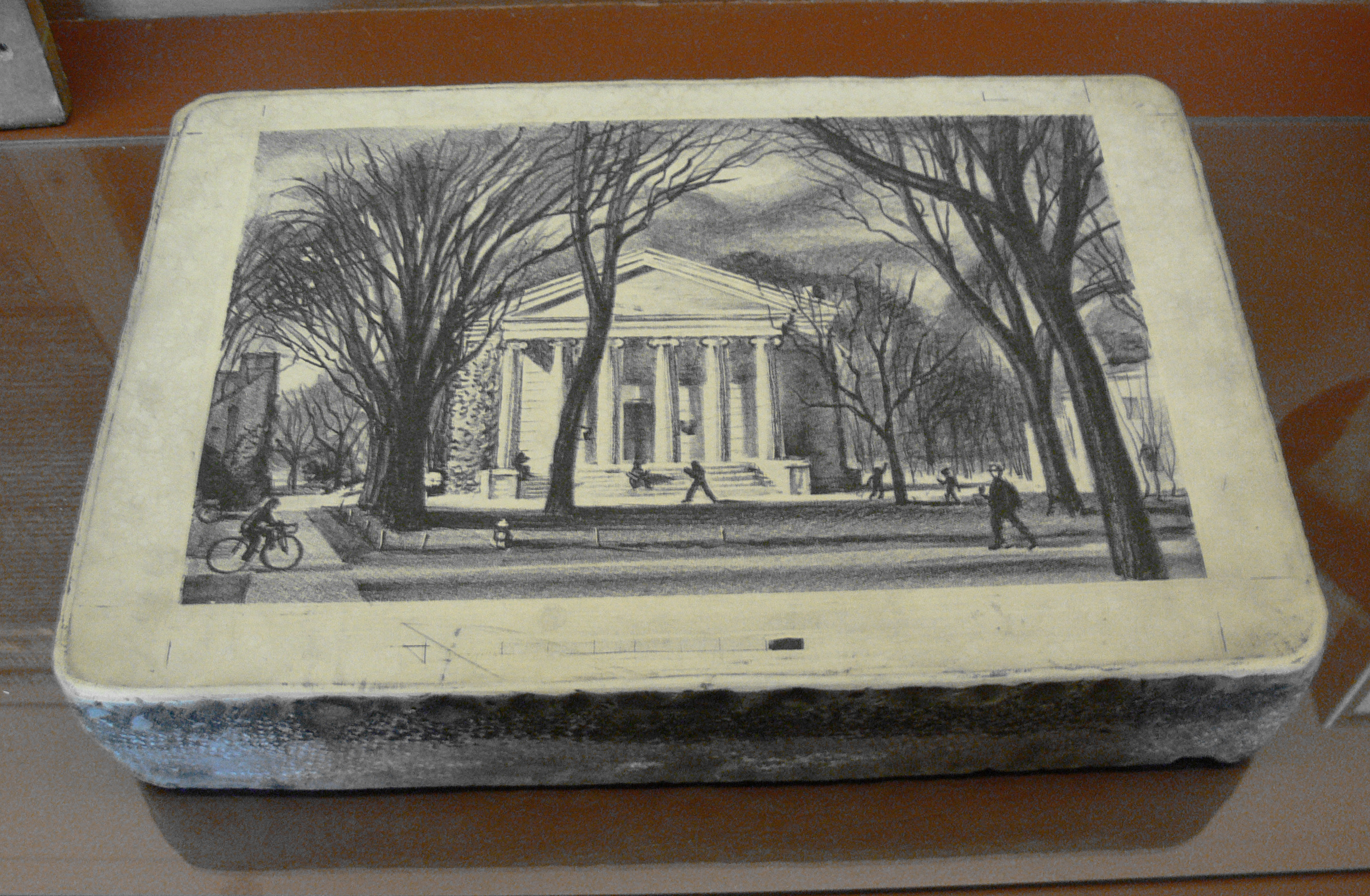
Літографський камінь з малюнком, Принстонський університет, збірка університетської бібліотеки
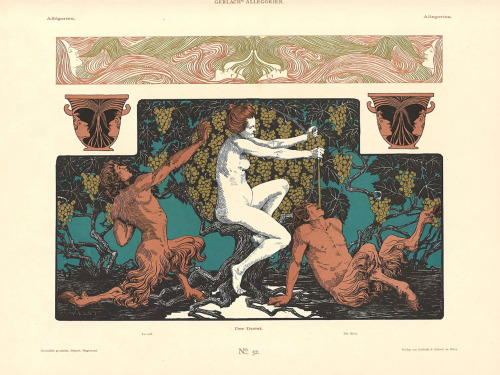
Вільгель Франц Ліст. Алегорія, сецесія, кольорова літографія 1898 р.
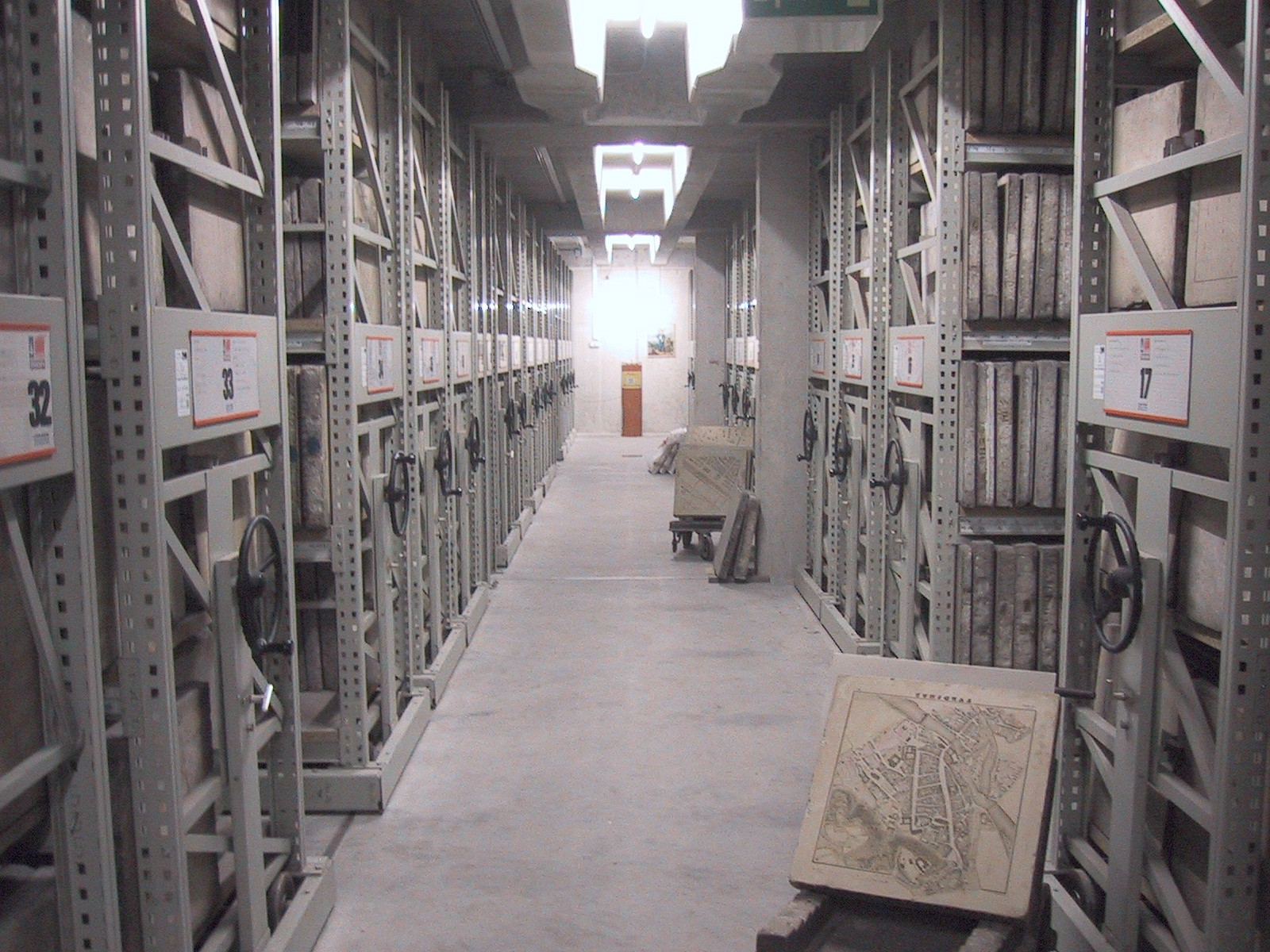
Архів літографських матриць на вапняку, Мюнхен, Баварія
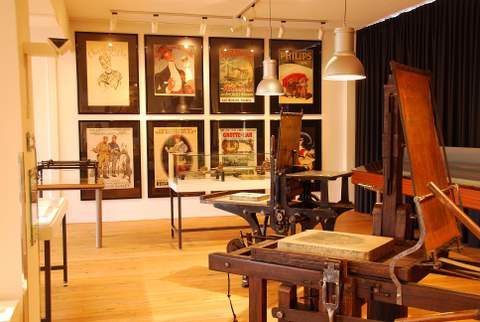
Зала з літографськими верстатами та готовими кольоровими літографіями, Валькенсвард, Нідерланди
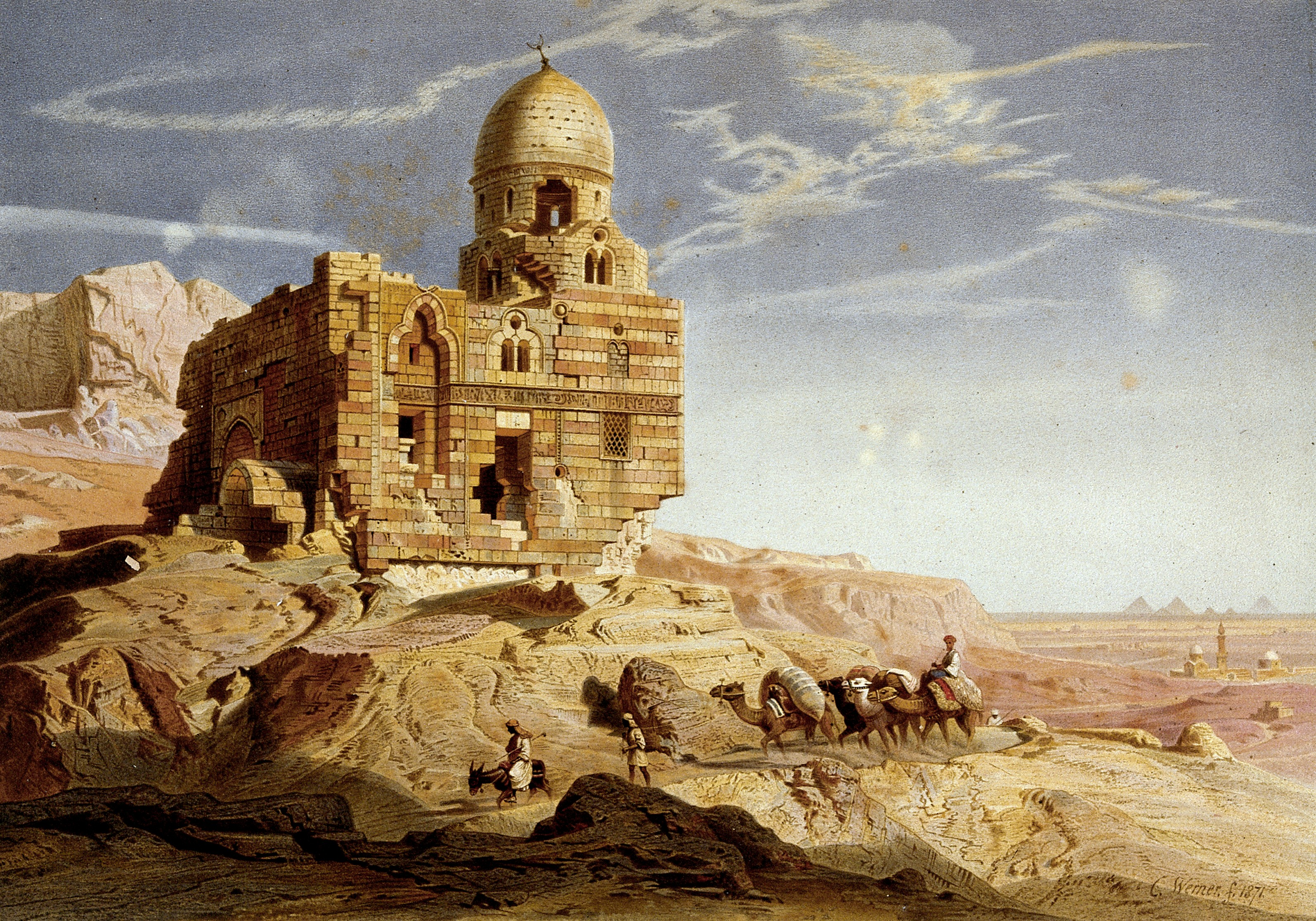
Карл Вернер. « Надгробок султана Варсбея», Каїр, перша половина 15 ст., кольорова літографія 19 ст.
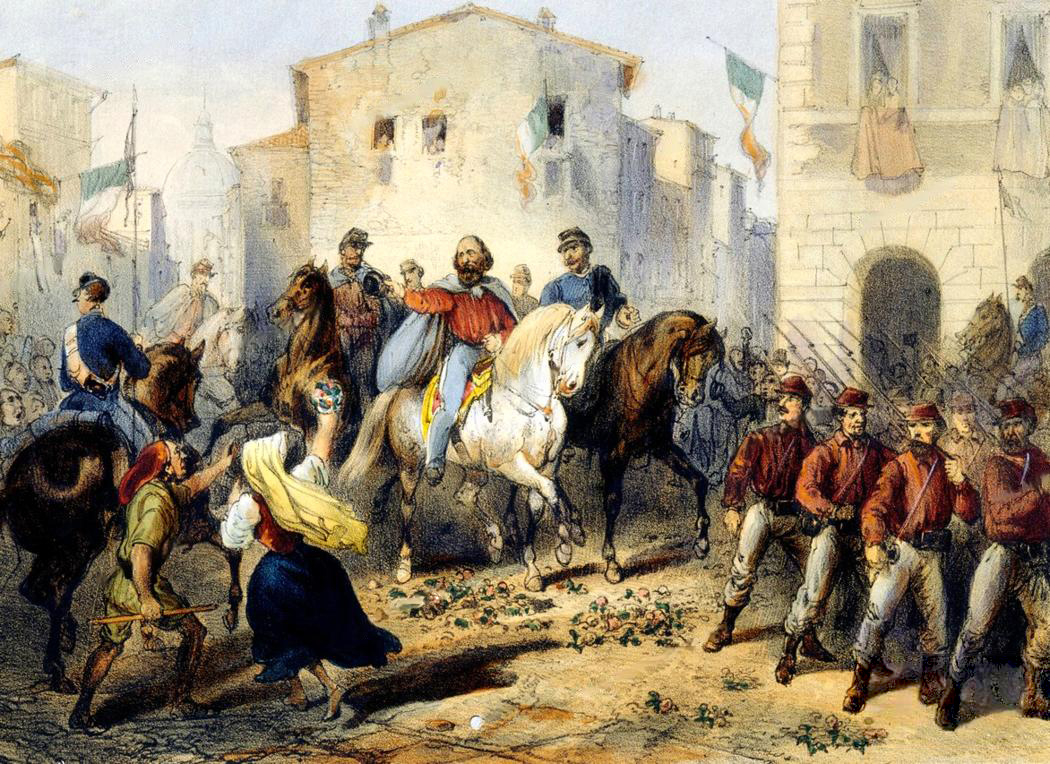
Вхід Гарібальді в Мессіну, літографія 1861 р.
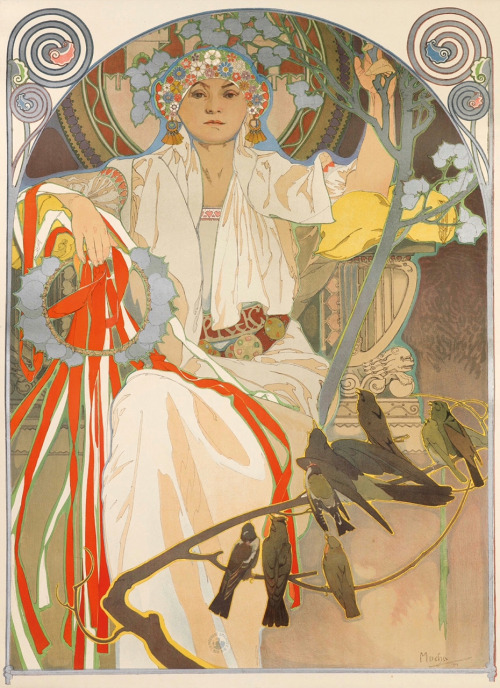
Альфонс Муха. Афіша «Весняний фестиваль пісні і музики», Прага, 1914 р. Кольорова літографія
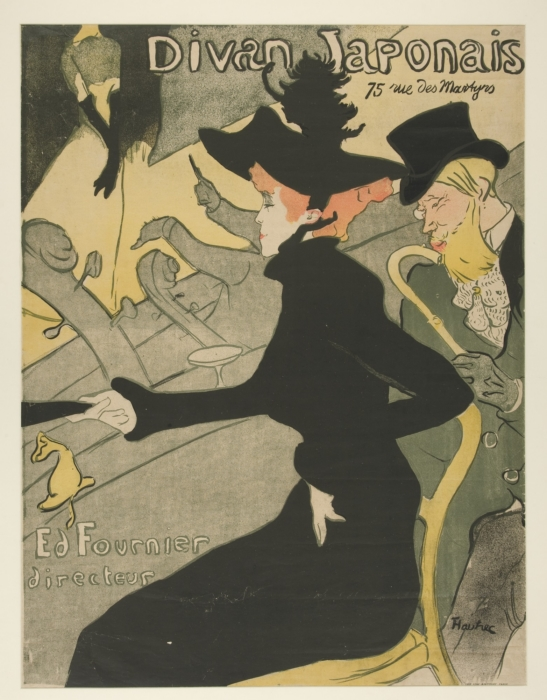
Анрі де Тулуз-Лотрек, «Японський диван», кольорова літографія 1892 р.
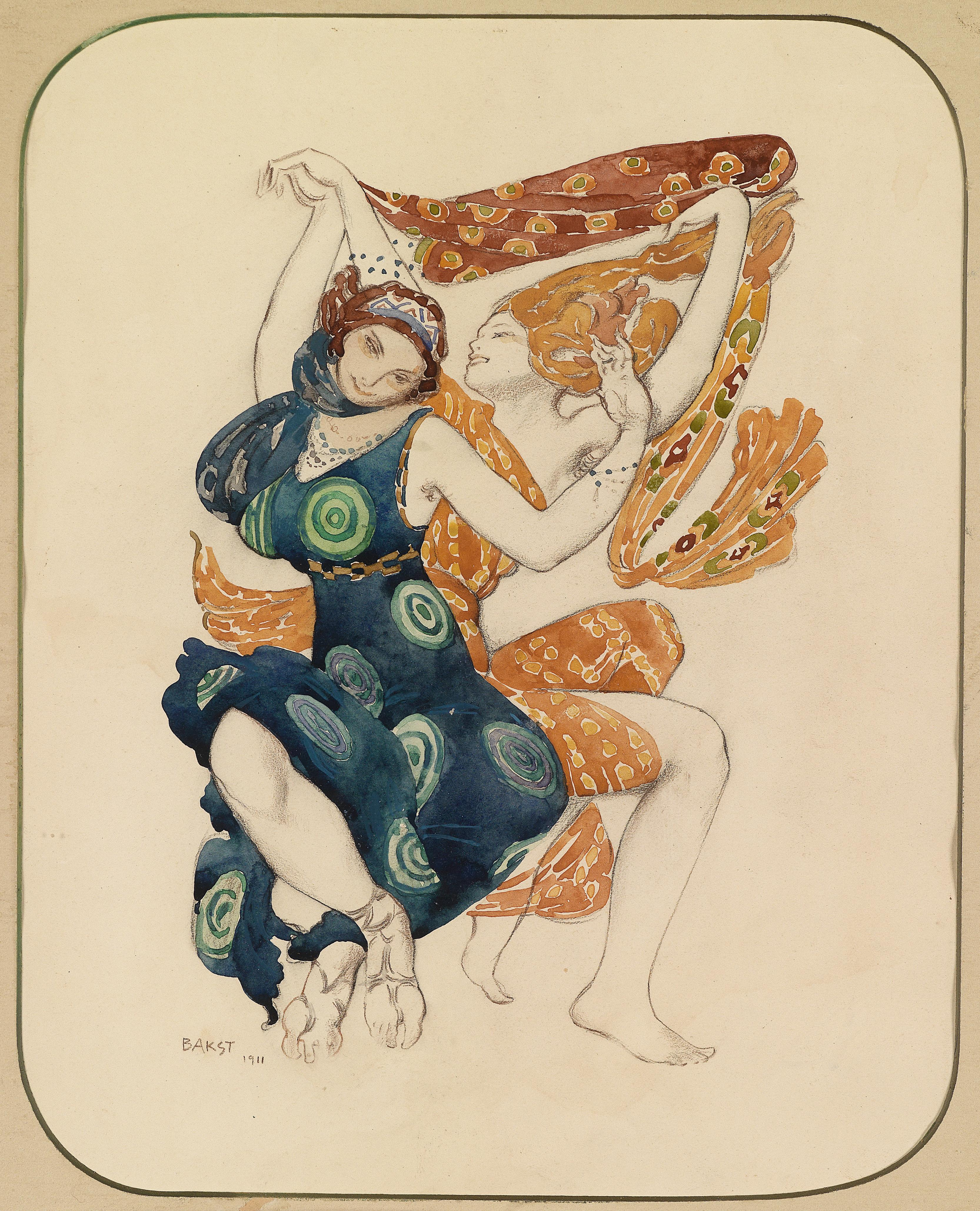
Леон Бакст, театральні костюми до балету, літографія 1911 р.
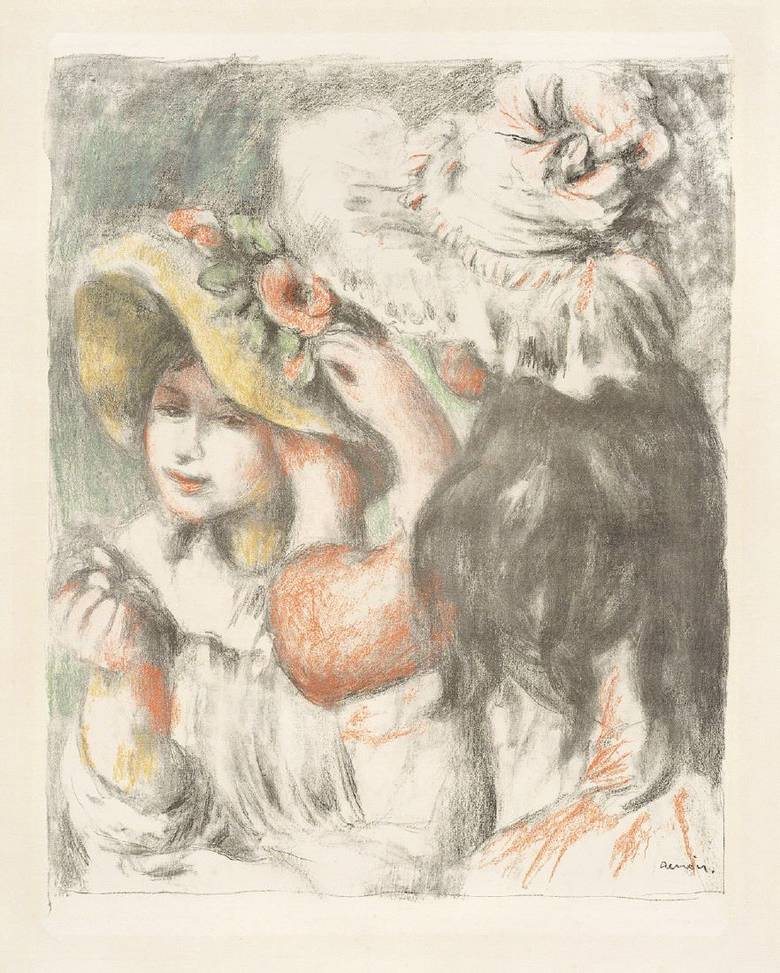
П'єр-Огюст Ренуар, літографія 1898 р.
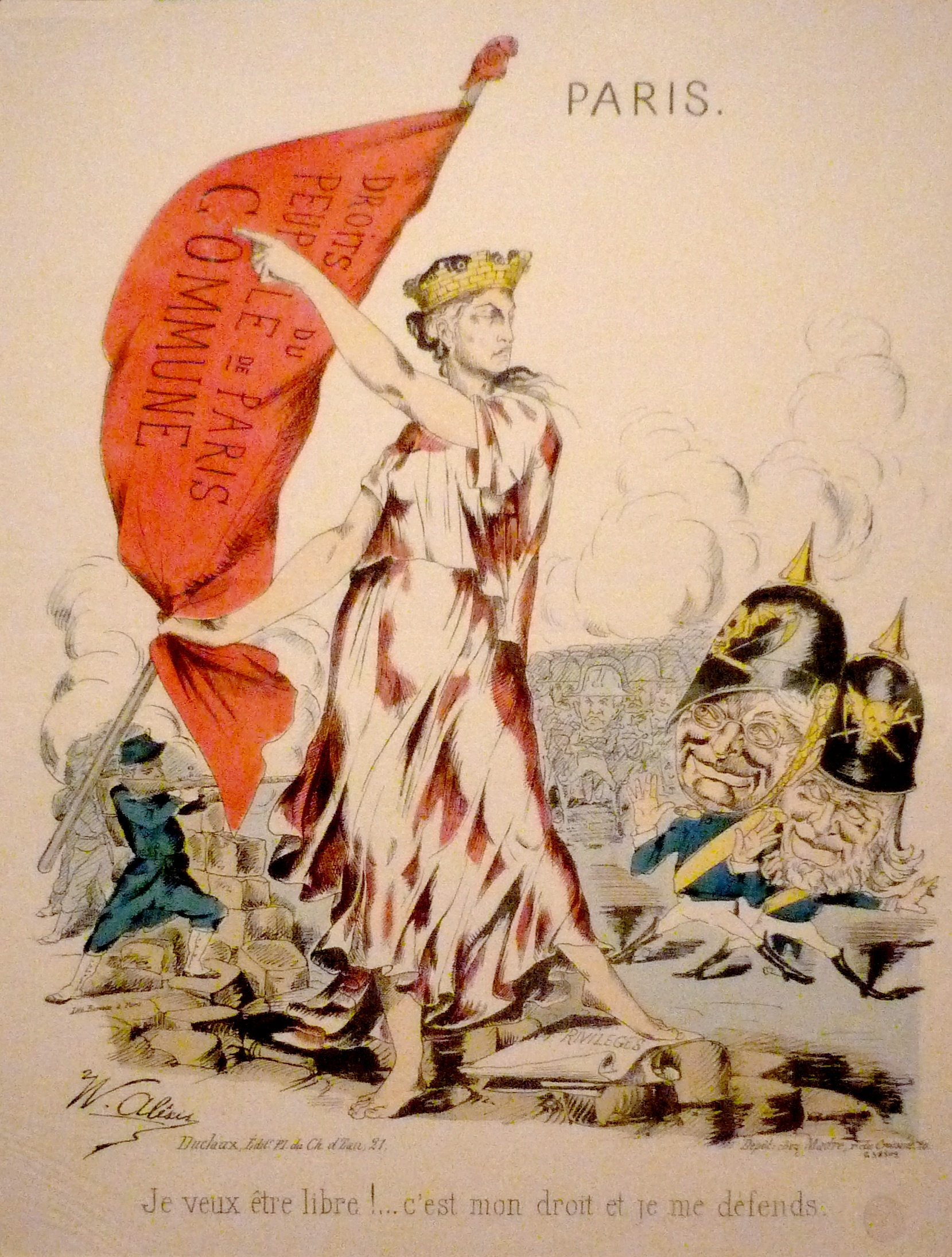
Кольорова літографія «Паризька комуна. Прагну бути вільною !», 1871 рік, Фонд Музею Карнавале, Париж.
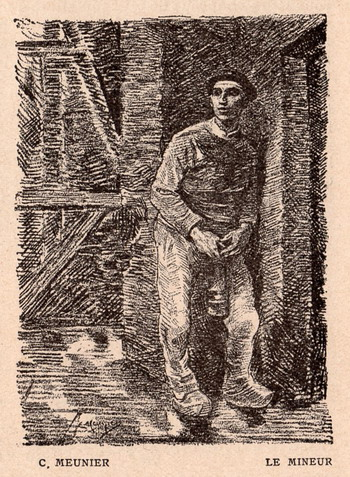
Меньє Константен Еміль, «Молодий шахтар», кінець 19 ст.
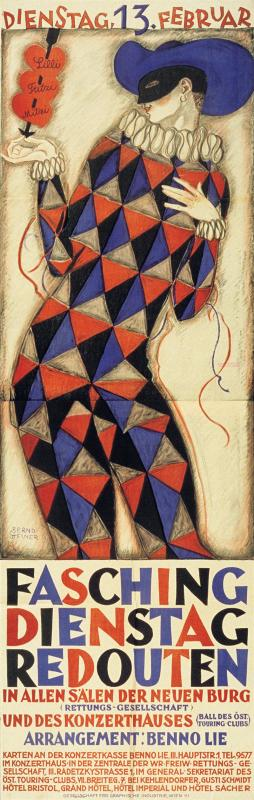
Худ.Бернд Штейнер (Bernd Steiner 1884–1933), кольорова літографія  «Арлекін», 1923 р., Відень

## Джерела

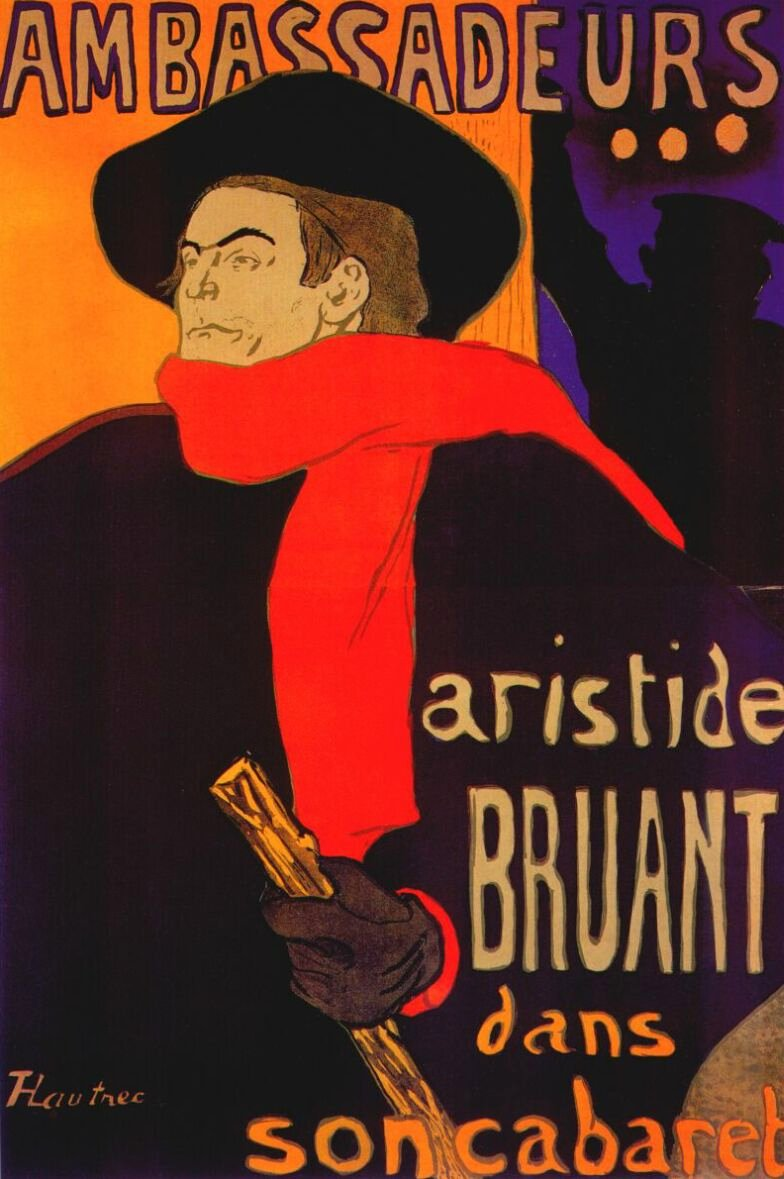
Анрі де Тулуз-Лотрек, Арістід Брюан, реклама концертів співака, 1892 р.